# Chimki

Chimkis vapen.

Chimki (ryska Химки) är en stad i Moskva oblast i Ryssland. Den ligger strax nordväst om Moskva, på Moskvakanalens västra strand. Ikea hade ett varuhus i staden. 

## Administrativt område
Chimki administrerade tidigare områden utanför centralorten. Dessa områden är numera sammanslagna med centrala Chimki. 
| Stad/Ort       | Invånarantal 9 oktober 2002 | Invånarantal 14 oktober 2010 | Invånarantal 1 januari 2015 |
| -------------- | --------------------------- | ---------------------------- | --------------------------- |
| Chimki         | 141 000                     | 207 425                      | 232 066                     |
| Firsanovka     | 2 847                       | Ingen uppgift                | Ingen uppgift               |
| Novopodrezkovo | 10 356                      | Ingen uppgift                | Ingen uppgift               |
| Schodnja       | 19 119                      | Ingen uppgift                | Ingen uppgift               |
| Starbejevo     | 373                         | Ingen uppgift                | Ingen uppgift               |
| Landsbygd      | 3 750                       | Ingen uppgift                | Ingen uppgift               |
| TOTALT         | 177 445                     | 207 425                      | 232 066                     |